# Croce della peste
La Croce della peste è un monumento eretto a Rho nel 1644 per ricordare l'epidemia di peste che sconvolse la zona e tutta l'alta Italia nel 1629-1630.
Il monumento è costituito da un piedistallo su cui poggia una colonna in stile tuscanico, che sorregge a sua volta una piccola struttura a scalini sulla quale è collocata una croce greca. I materiali dell'intera composizione sono granito e ferro. La Croce della Peste venne sistemata nella Piazza Maggiore, di fronte alla basilica di San Vittore e all'imbocco della strada del Pasqué. In questa posizione viene raffigurata in numerose cartoline dell'inizio del XX secolo, anche dopo il 1923 quando il toponimo assume il nome di piazza San Vittore.
Nel 1927 il podestà Eraldo Bonecchi delibera il suo spostamento in piazzetta Porta Ronca dal momento che si trovava in una zona pericolosa per il transito delle automobili. Recita così la delibera: Il Podestà, riconosciuta la necessità ed opportunità, allo scopo di togliere ogni intralcio all'intenso traffico di veicoli, di provvedere alla rimozione dell'antica colonna croce in granito e ferro sita nella parte di levante di Piazza San Vittore sul punto di incrocio fra le vie Banfi e Vittorio Emanuele II e di trasportare e impiantare detta colonna Croce nel largo di via Porta Ronca. La spesa per lo spostamento è 5200 Lire.
In realtà il trasferimento in Porta Ronca non ha mai luogo, in quanto già il giorno successivo viene individuata in via subordinata una collocazione alternativa; recita la delibera: questo municipio sarebbe anche disposto a lasciare la colonna-croce in parola nella stessa piazza, collocandola possibilmente davanti al campanile parrocchiale ove potrebbe essere sempre alla vista del pubblico senza recare pregiudizio di sorta al transito delle persone e dei veicoli.
Per decisione di Signorelli, segretario politico dei Fasci di combattimento di Rho, la colonna viene spostata proprio in questa seconda collocazione, dove viene anche recintata con una struttura in ferro.
Nel 1998, in seguito alla pedonalizzazione della piazza, la colonna viene ricollocata nella sua posizione originale, dove si trova tuttora.